# Stanisław Oleksiak
Stanisław Oleksiak, ps. Kozic (ur. 12 października 1924 we wsi Przeździatka, zm. 25 lipca 2018 w Warszawie) – polski prawnik, żołnierz Armii Krajowej, działacz środowisk kombatanckich, w latach 2010–2013 prezes Światowego Związku Żołnierzy Armii Krajowej.

## Życiorys
Od 1939 udzielał się w konspiracji młodzieży szkolnej, potem zaangażował się w antyniemiecką działalność zbrojną. Zajmował się przewożeniem meldunków i tworzeniem tekstów nasłuchów radiowych, które drukowane były w pierwszym piśmie konspiracyjnym „Przedświt” w Obwodzie AK „Sęp-Proso” Sokołów Podlaski. Jako członek lokalnych struktur Kedywu, brał udział w akcjach dywersyjnych. W okresie okupacji naukę kontynuował na tajnych kompletach.
Latem 1943 wraz z oddziałem partyzanckim Konfederacji Narodu przedostał się na ziemię białostocką. Tam służył w Uderzeniowych Batalionach Kadrowych 77 pułku piechoty Armii Krajowej. Uczestniczył w akcja „Burza” w okręgach nowogródzkim i wileńskim, wziął także udział w operacji „Ostra Brama”. Po rozbrojeniu jednostek AK przez Armię Czerwoną uniknął aresztowania.
Wrócił na rodzinne Podlasie, gdzie zaangażował się w działalność podziemia antykomunistycznego. 4 października 1944 został poważnie ranny w potyczce z jednostkami MBP we wsi Perlejewo, a następnie zadenuncjowany i aresztowany. Był osadzony w Siedlcach. Z więzienia wyszedł na wolność w czerwcu 1945. Ponownie związał się z antykomunistyczną konspiracją, został jednak ponownie zatrzymany. Wyrokiem Wojskowego Sądu Rejonowego otrzymał karę 10 lat pozbawienia wolności. Karę odbywał w więzieniu mokotowskim oraz w Zakładzie Karnym we Wronkach. Na wolność wyszedł warunkowo w grudniu 1954.
Po wyjściu na wolność ukończył studia na Wydziale Prawa Uniwersytetu Warszawskiego. Związał się ze środowiskiem Stowarzyszenia „Pax”. W latach 1955–1960 był zatrudniony w Instytucie Wydawniczym „Pax”. W 1960 podjął pracę w „Inco-Veritas”. W 1993 odszedł na emeryturę ze stanowiska Dyrektora Zakładu Chemii Budowlanej „Inco”.
Od kwietnia 1993 pełnił funkcję skarbnika w Zarządzie Głównym Światowego Związku Żołnierzy Armii Krajowej. W kwietniu 1996 został wybrany na wiceprezesa Zarządu Głównego ŚZŻAK. W 2005 ze względów zdrowotnych ustąpił ze stanowiska. 15 maja 2010, decyzją IX Zjazdu Delegatów ŚZŻAK, został wybrany na prezesa Zarządu Głównego Światowego Związku Żołnierzy Armii Krajowej. W marcu 2013 zrezygnował z pełnionej przez siebie funkcji i otrzymał tytuł prezesa honorowego stowarzyszenia.
Pochowany został na cmentarzu Powązkowskim w Warszawie. Decyzją ministra obrony narodowej Mariusza Błaszczaka pośmiertnie otrzymał awans na stopień pułkownika.

## Ordery, odznaczenia i wyróżnienia
- Medal „Pro Patria” (2012)[5]
- Krzyż Walecznych
- Krzyż Srebrny Orderu Virtuti Militari
- Krzyż Oficerski Orderu Odrodzenia Polski (2014)[6]
- Złoty Medal Opiekuna Miejsc Pamięci Narodowej (2009)[1]